# Jeu du cheval Mallet
Le jeu du cheval Mallet, cheval Merlette ou Merlet, est une fête folklorique annuelle, un mystère organisée dans la paroisse de la commune de Saint-Lumine-de-Coutais (Loire-Atlantique) le jour de la Pentecôte. Elle revêt une fonction militaire, cathartique, de célébration du renouveau ou de carnaval. Ses liens avec la légende du cheval Mallet restent peu connus, hormis par une possible relation entre l'organisation de la fête et une forme de protection contre la créature. Elle met en scène plusieurs acteurs autour d'un chêne, dont un déguisé en cheval. Combattue par les autorités ecclésiastiques, cette fête est interdite en 1791 : la veille de la Pentecôte, des soldats envoyés depuis Machecoul viennent saisir le Cheval Mallet et son équipage après inventaire des différents ustensiles, au grand mécontentement des gens de la paroisse. On retrouva cette saisie le 11 mars 1793 dans la chapelle du calvaire de Machecoul.

## Étymologie
La « fête du cheval Mallet » est presque toujours mentionnée avec une majuscule. D'après l'Académie celtique (1808), le nom de « Mallet », et par corruption « Merlet », pourrait être issu de mail qui signifie « malle » ou « valise » dans les anciennes langues celtiques. On peut y voir une allusion à la forme du cheval de bois utilisé pour la fête ou alors une dérivation du substantif celtique maëlier, qui signifie « fin gain » ou « profit », peut-être « par allusion à la jouissance fructueuse des marais dont la fête du cheval Mallet était le gage ».
« Malet » pourrait également être issu de mallier, signifiant « un cheval qui porte les malles » en moyen français,.

## Mentions

### AuXVIIesiècle

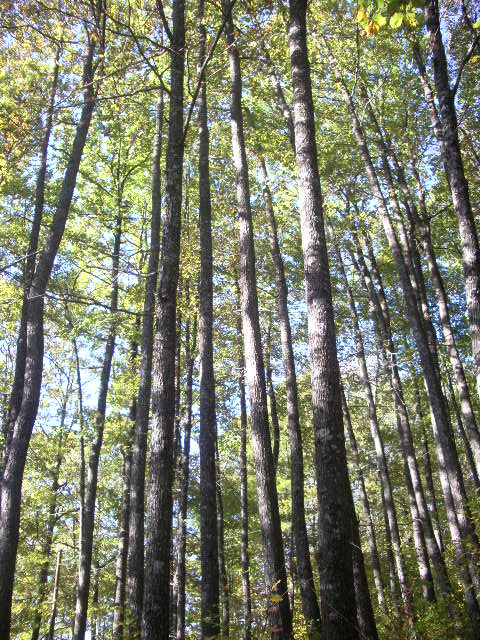
Durant la fête du cheval Mallet, un jeune chêne, comme ceux-ci, était abattu

Cette fête est attestée dès 1644. Elle est mise en scène par neuf personnes, plus le sergent de la juridiction. Elle est mentionnée une nouvelle fois en 1678 avec huit acteurs, puis en 1723 avec sept, accompagnée d'une description détaillée (en français classique) :

« Les dits Gallays et Giraudet déclarent être dû chacun an au jour et feste de Pentecoste aux issues des grandes messes et vespres un cheval appelé le Cheval Mallet en faisant et jouant le mistère du dit cheval une chanson nouvelle. Et qu'à faute aux dits paroissiens de fournir le dit cheval Mallet et d'en jouer le dit mistère et dire la ditte chanson nouvelle ils doivent l'amande à leur Souverain Seigneur duquel marais ils sont en possession de tout temps immémorial et de fournir le dit mistère en l'éral de l'église de Saint-Lumine. Et pour cet effet ils plantent chacun an un may autour duquel se joue le dit mistère par huis personnages. Scavoir celui qui le joue, deux tambours, deux épées, un baston ferré à deux bouts et une corne à corner, le tout administré et assisté du sergent de la ditte juridiction et que pour aider à faire le dit jeu, les dits Gallais et Giraudet ont déclaré être dû un jallon de vin et pour huit deniers de pain par chaque nouveau marié de la paroisse de Saint-Lumine-de-Coutais en l'année de leur ditte charge »

— Jean Gallays et Etienne Giraudet, aveu au roi en sa chambre des comptes de Bretagne,
La fête était censée être liée à la nécessité de « rendre aveu à sa Majesté pour les marais et communs qu'il possède dans la paroisse ».

### AuXVIIIesiècle
La fête est mentionnée régulièrement tout au long du XVIIIe siècle. L'Église réagit très violemment à l'égard de cette tradition, les textes témoignant de profonds désaccords entre l'autorité religieuse et politique. L'archidiacre Binet, qui visite la paroisse du village le 2 juillet 1683, accuse la fête du cheval Mallet de causer des impiétés, désordres, ivrogneries et médisances, et menace de refuser les sacrements à ceux qui y participent. Cette décision ferait suite à un travail entamé par l'autorité ecclésiastique lors du concile de Trente, le clergé luttant contre les fêtes et traditions locales. Malgré les foudres des ecclésiastiques, la fête du cheval Mallet continue d'être organisée, comme le constate le recteur Chevalier en 1768.
Le district de Machecoul, craignant sans doute la satire de cette festivité, et peut-être par peur d'un rassemblement qui aurait pu dégénérer, interdit la fête du cheval Mallet le 25 mai 1791. Les habitants l'organisent pour la Pentecôte de cette année comme de toutes les autres. En représailles, le 11 juin 1791, « les vêtements, ustensiles et instruments servant à l'exercice du jeu connu en la dite paroisse sous le nom de Cheval Mallet ou Merlet » sont saisis, au prix de nombreuses protestations. Une autre source indique qu'« au début de 1793, un détachement de force armée se rendit à Saint-Lumine et y enleva le Cheval Mallet ».

### Études de la fête auXIXesiècleet après

Le blason de Bretagne, motif qui recouvrait le sarrau de toile du cheval Mallet

Le 30 juin 1806, une notice sur la cérémonie du cheval Mallet est lue à l'académie celtique par M. Thomas de Saint Mars, qui commence par en détailler tous les aspects :

« La cérémonie du Cheval Mallet se célébrait chaque année, mais la tradition ne dit rien sur les motifs de son institution. Tous les ans, à la fête de Pentecôte, cette cérémonie avait lieu dans la paroisse de Saint-Lumine-de-Coutais (sancti Leobini de Castis fanum) dans l'ancien pays de Retz, diocèse de Nantes, département de la Loire-Inférieure. Le personnage principal était un cheval de bois. Il avait au milieu, du corps un trou dans lequel s'introduisait l'acteur chargé de lui donner le mouvement, de la même manière que sur nos théâtres on le donne aux chevaux d'osier qu'on y fait caracoler.
Le dimanche qui précédait celui de la Pentecôte, les nouveaux marguilliers se rendaient chez les anciens, en enlevaient le cheval de bois, et le portaient chez l'un d'eux ; de préférence chez celui qui demeurait dans le village, et chez le plus ancien, quand ils y demeuraient tous les deux. Neuf parents ou amis des marguilliers, acteurs essentiels de la cérémonie, formaient le cortège. Chacun d'eux avait pour costume des habits de toile peinte, en forme de dalmatique, parsemés d'hermines noires et de fleurs de lis rouges. Le personnage qui portait le cheval était revêtu d'un long sarrau de toile, également parsemé d'hermines et de fleurs de lis. Ce sarrau servait de housse au cheval. Deux sergens de la juridiction, revêtus du même costume, précédaient le cheval, et tenaient chacun à la main droite une baguette ornée de fleurs comme la verge sacrée des druides.
Un des neuf acteurs de la cérémonie marchait immédiatement après les deux sergens, tenant en main un bâton de cinq pieds, ferré des deux bouts en forme de lance. Le cheval était suivi de deux autres personnages qui avaient chacun à la main une longue épée, avec laquelle ils ferraillaient pendant toute la marche.
La musique, si l'on peut donner ce nom aux sons discordans de deux tambours, d'un cornet à bouquin et d'une vése (le biniou des bas-bretons) ou cornemuse, était exécutée assez ordinairement par les quatre autres acteurs de la fête. Le cheval restait en repos dans son nouveau domicile, jusqu'au jour de la Pentecôte. La veille de ce jour, après dîner, les marguilliers assistés de sergens en costume, et accompagnés d'une foule de peuple, se rendaient dans quelque bois voisin où l'on arrachait un chêne qui était conduit, au son de la musette, sur la place publique de l'église.
Le lendemain, jour de la Pentecôte, sitôt après la première messe, les marguilliers, accompagnés de leur cortège en costume, faisaient apporter le cheval dans l'église, et le plaçaient dans le banc du seigneur. On procédait ensuite, au son de la musette seulement, à la plantation du chêne. Aussitôt après la grand'messe, tous les personnages de la cérémonie apportaient le cheval sur la place, et faisaient en dansant et caracolant au son de leur musique rustique, trois fois le tour de l'arbre.
Nulle personne étrangère à la cérémonie ne pouvait, pendant cette danse, approcher des acteurs qu'à la distance de neuf pieds. Les trois tours finis, on se rendait chez l'un des marguiliers, où il y avait un banquet auquel assistaient les plus notables habitants de la paroisse.
Après les vêpres, on reportait le cheval sur la place, et, comme le matin, on formait une danse autour du chêne. Cette danse était composée de neuf tours, après lesquels on approchait le cheval du chêne, qu'on lui faisait baiser trois fois. Cette dernière cérémonie finie, les sergens criaient trois fois silence, et le bâtonnier entonnait une chanson de quatre-vingt-dix-neuf couplets. Cette chanson devait être nouvelle tous les ans, et contenir toutes les anecdotes scandaleuses, les événemens remarquables arrivés pendant l'année dans l'étendue de la paroisse. Un double de cette chanson était déposé à la Chambre des comptes de Nantes, et l'original restait aux archives du lieu, avec le procès-verbal de la cérémonie. La chanson finie, on portait le cheval chez un des marguilliers qui en restait dépositaire jusqu'à l'année suivante. Le lendemain les marguilliers, avec leur cortège de la veille, étaient tenus d'aller sur la place et autour de l'église, et d'ôter eux-mêmes les pierres et autres objets qui pouvaient obstruer le passage. Ils avaient le droit, le jour de la fête, d'aller sur la place où se trouvaient des marchands forains attirés par le rassemblement qui avait lieu ce jour-là dans le village, et de leur prendre ce qu'ils croyaient propre à parer ou embellir leur cheval. »

— M. Thomas de Saint Mars, Notice sur la cérémonie du cheval Mallet lue à l'académie celtique le 30 juin 1806
En 1846, Alfred de Nore décrit le déroulement de la fête du cheval Mallet en détail.

## Origine et fonction

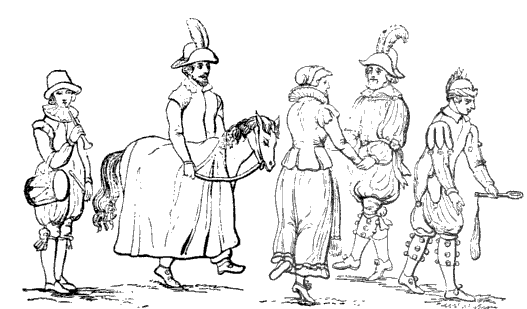
Reconstitution d'une fête de la Renaissance, en Angleterre, avec un chevalet ou chibalet

Il n'existe aucune étude scientifique sérieuse consacrée à la fête du cheval Mallet. L'existence de cette fête est néanmoins incontestable, grâce aux documents qui la mentionnent aux XVIIIe et XIXe siècles.
Selon Thomas de Saint Mars, il s'agissait apparemment d'un jeu annuel (un « mistère »), lié à un ancien droit seigneurial féodal dont l'origine est toujours inconnue. On sait aussi grâce à sa notice que cette fête demandait de nombreux préparatifs et nécessitait neuf acteurs.
Les informations sur l'origine et la fonction de la « fête du Cheval Mallet » restent toutes à l'état de suppositions, la principale source étant Thomas de Saint Mars en 1808. Selon lui, l'origine de cette fête pourrait être beaucoup plus ancienne que le Moyen Âge, et liée au culte des druides comme semblent le prouver l'utilisation d'un chêne, du cheval et de baguettes fleuries. Les deux hommes qui combattaient à l'épée et s'affrontaient amicalement pendant la marche et les danses rappellent les sacrifices humains des prisonniers de guerre, où les vaincus devenaient ensuite les victimes du sacrifice,.
Une étude de l'histoire de la Bretagne en 1972 y voit un exercice militaire, et la Confédération nationale des groupes folkloriques français un moyen de se protéger du cheval Mallet mentionné dans les légendes locales. Selon la société de mythologie française, le cheval Mallet mit en scène serait symboliquement à rapprocher de la monture du chevalier-fée du lai de Tydorel ou des chevaux d'Apam Napat.
Thomas de Saint Mars voit un parallèle entre le cheval de Troie que les grecs introduisirent dans la ville, et le cheval Mallet lorsqu'il est introduit dans l'église. Le droit de prendre des objets propres à parer le cheval sur les marchands forains pourrait aussi être un emblème du droit que s'arrogèrent les hébreux de piller les égyptiens lorsqu'ils suivirent Moïse dans les déserts de l'Arabie. L'époque de la cérémonie et certains détails semblent selon lui être en relation avec le système druidique sur l'astronomie. Ce qu'on a nommé depuis des « fleurs de lis » pourrait aussi être des « fers de lance » à l'origine, et les fleurs de lis rouges pourraient avoir été celles de l'écusson de France. Il précise toutefois qu'il regrette qu'aucune étude sérieuse n'ait été menée sur le sujet.
La cérémonie du cheval Mallet fut unique dans le canton, et ce fait semble porter à croire, toujours selon Thomas de Saint Mars, qu'elle n'a pas été instituée pour l'objet auquel elle a été depuis appliquée, puisque les paroisses voisines de Saint-Marc et de Saint-Philibert, et d'autres qui avaient des marais comme celle de Saint-Lumine, dans le même lieu et relevant du même roi, n'avaient pas de cheval Mallet. Les hermines et les fleurs de lis qui décorent les vêtements des personnages font soupçonner que le costume est postérieur à la réunion de la Bretagne à la France, mais il est incontestable, par un titre de 1495, que le costume était le même avant cette réunion.
Selon quelques interprétations modernes, la fête aurait eu plusieurs fonctions, entre autres celle de rituel du carnaval (où l'hiver était symboliquement tué), de catharsis, ou de célébration du renouveau de la nature, comme le prouve l'utilisation d'un bâton fleuri.
Yann Brekilien mentionne une « danse du cheval Mallet » qui était un véritable ballet liturgique en l'honneur du printemps dans le pays nantais.
D'autres fêtes ont mis ou mettent en scène une ou plusieurs personnes déguisées en cheval sous le nom de « chevalet » ou « chibalet », on peut mentionner le « Bidoche » dans le département de l'Orne, le « Cheval-fug », dans l'Allier, le « Cheval-fol » à Lyon, le « Chivaoux-frux » dans le Midi, « Godon » à Orléans, le « Cheval-godin » à Namur, ou encore « Chinchin », à Mons, qui tient son nom des grelots dont il est orné. On peut se rapprocher aussi des danses souletines, pratiquées seulement en Soule, petite région basque. Un personnage joue le rôle d'un cheval, tandis qu'un autre danseur porte de nombreux grelots aux jambes. Si les costumes traditionnels sont toujours présents, l'adresse des danseurs a fortement diminué depuis le milieu du siècle dernier, et le sens dramatique d'une narration dansée a disparu.

## Reconstitutions et évocations modernes
Des habitants de la commune de Saint-Lumine-de-Coutais font revivre cette ancienne coutume depuis 1988, toutefois, la fête moderne est sans doute éloignée de l'originale.
Un groupe folklorique haut-breton de Nantes, Tréteau et Terroir, a organisé le jeu du cheval Mallet dans une mise en scène moderne sans doute assez éloignée « des excès et des fastes originels ». La ballade du cheval Mallet est aussi une chanson du groupe de folk Tri Yann, qui fait référence à la remise au goût du jour du jeu du cheval Mallet.